# Св. св. Кирил и Методий (Мелбърн)
„Свети Кирил и Методий“ (на английски: Sts. Cyril and Methody Bulgarian Orthodox Church) е православен храм на епархията в САЩ, Канада и Австралия на Българската православна църква. Намира се в Мелбърн, Виктория, Австралия.
Тя е първата македоно-българска църква в цяла Австралия. Основана е през 1950 година от преселници от Леринско, членове на МПО „Тодор Александров“, и е осветена от Андрей Велички.
През 1985 година, след като повечето членове на македонската общност в Австралия приемат македонизма, църковното настоятелство прави опит да прекъсне връзките с Българската православна църква. Върховният съд на Виктория се произнеся срещу тях и обявява, че църквата е собственост на БПЦ.
| Основатели на църковната община | Основатели на църковната община        | Основатели на църковната община | Основатели на църковната община |
| Име                             | Име                                    | Бележка                         | От                              |
| ------------------------------- | -------------------------------------- | ------------------------------- | ------------------------------- |
| Петре Г. Филипов                | Peter Filipoff                         | свещеник                        | Долно Котори                    |
| Танас (Атанас) В. Рачков        | Tanas Rachkoff / Athanasios Ratscou    | председател                     | Руля                            |
| А. Л. Гюровски                  |                                        | подпредседател                  | Буф                             |
| Павел Тодоров Яневски           | Pavel Todoroff Yanevski / Paul Johnson | секретар                        | Горно Каленик                   |
| Доне И. Опашинов                | Done Opashinov                         | касиер                          | Буф                             |
| В. Б. Бранов                    |                                        | певец                           | Буф                             |
| Кръсто К. Шамков                | Krsto Shankoff                         | епитроп                         |                                 |
| Кръсто Д. Малинов               | Krsto Malinoff                         | епитроп                         | Баница                          |
| Петре Г. Филипов                | Peter Filipoff                         | член на Контролната комисия     | Долно Котори                    |
| Ване М. Рачков                  | Joannis Ratscou                        | член на Контролната комисия     | Руля                            |
| Димитър И. Балаков              | Dimitrios Balakas                      | член на Контролната комисия     | Горно Каленик                   |
| П. В. Цветковски                |                                        | член на Контролната комисия     | Буф                             |
| Т. Н. Наумов                    |                                        | съветник                        |                                 |
| Ристо (Христо) К. Шапарданов    | Chris Shapardanis                      | съветник                        | Буф                             |
| Ставро Василов Миланков         | Stavros Vaseloff Milanko               | съветник                        | Долно Котори                    |
| Г. Д. Дренчев                   |                                        | съветник                        |                                 |
| Т. П. Пържев                    |                                        | съветник                        |                                 |
| Р. Г. Делов                     |                                        | съветник                        |                                 |
| Христо К. Аврамов               | Chris Avramoff                         | съветник                        | Неред                           |